# Brumbies
O Brumbies é um time profissional de rugby da Austrália franqueado ao Super Rugby fundado em 1996 e administrado pela ACT and Southern NSW Rugby Union jogando atualmente no Canberra Stadium na cidade de Canberra.